# 周璽 (嘉慶進士)
周璽，號琢堂，中國清朝官員，廣西臨桂縣人。
周璽為嘉慶四年（1799年）己未科進士。道光五年（1825年），接替杜紹祁，擔任臺灣府海防兼南路理番同知。道光六年三月（1826年4月）署彰化縣知縣，四月因閩粵分類械鬥被議去職。